# Innerrodelgungge
Die Innerrodelgungge, auch Innerrodelkunke, ist ein 2729 m ü. A. hoher Berggipfel der Villgratner Berge an der Grenze zwischen den Gemeinden St. Jakob in Defereggen (Osttirol, Österreich) und Gsies (Südtirol, Italien).

## Lage
Die Innerrodelgungge liegt im Nordwesten der Villgratner Berge am Zentralen Hauptkamm, der hier Osttirol im Norden von Südtirol im Süden trennt. Die Innerrodelgungge befindet sich zwischen dem Hinterbergkofel (2727 m ü. A.) im Südwesten und der Außerrodelgungge (2692 m ü. A.) im Osten, wobei zwischen der Innerrodelgungge und dem Hinterbergkofel die Halsscharte (2549 m ü. A.) liegt. Zudem verläuft der Nordwestkamm der Innerrodelgungge zum Rosskopf (2548 m ü. A.). Nordwestlich der Innerrodelgungge liegt das Weißbachtal, nordöstlich ein unbenannter Bergsee, der den Zinsentalbach speist. Gegen Südosten fällt das Gelände zum Gsieser Talschluss ab.

## Anstiegsmöglichkeiten
Der kürzeste Weg auf die Innerrodelgungge führt vom Staller Sattel bzw. vom Obersee auf einem markierten Wanderweg durch das Weißbachtal in die Halsscharte und danach unmarkiert über den Südwestgrat auf die Innerrodelgungge. Eine weitere Möglichkeit für den Aufstieg bietet sich zunächst durch die Besteigung des Rosskopfs über steile Grashänge und danach entlang der Gratschneide in Blockkletterei über den Nordwestgrat (I). Weitere Möglichkeiten sind die Übergänge vom Kärlskopf (I) in Blockkletterei oder der vergleichsweise leichte Aufstieg über den Hinterbergkofel. Die Innerrodelgungge wird zumeist im Rahmen einer Skitour begangen.